# Helen Westcott
Helen Westcott (* 1. Januar 1928 in Los Angeles, Kalifornien als Myrthas Helen Hickman; † 17. März 1998 in Edmonds, Washington) war eine US-amerikanische Schauspielerin. 

## Leben und Karriere
Wescott wurde als Tochter des Filmschauspielers Gordon Westcott geboren. Dieser starb bei einem Reitunfall, als sie sieben Jahre alt war. Bereits mit vier Jahren begann sie ihre Schauspiel-Karriere am Theater; 1934 folgte ihr Spielfilmdebüt im Western Thunder Over Texas. Allerdings sollte ihr erst im Erwachsenenalter der schauspielerische Durchbruch gelingen. 1948 spielte Westcott an der Seite von Errol Flynn in Die Liebesabenteuer des Don Juan. Ein Jahr später erhielt sie ihre erste Hauptrolle in Alaska Patrol. Den größten Erfolg ihrer Karriere hatte sie jedoch 1950 als Partnerin von Gregory Peck in dem Western Der Scharfschütze unter Regie von Henry King. Danach war sie fast nur noch in Nebenrollen zu sehen, beispielsweise 1952 in dem Filmdrama Ein Fremder ruft an, in dem sie die Ehefrau des Hauptdarstellers Gary Merrill spielte. In späteren Jahren trat Westcott vermehrt in Fernsehproduktionen wie Perry Mason, Mike Hammer und Bonanza auf. Zuletzt stand sie 1977 für eine Gastrolle in der Fernsehserie Die Zwei mit dem Dreh vor der Kamera. 
Westcott war von 1948 bis 1953 mit dem Schauspieler Don Gordon verheiratet, aus dieser Ehe kommt eine Tochter. Eine zweite Ehe ging sie 1975 mit Joseph Johnson-Smith ein, die Ehe hielt bis zu dessen Tod sechs Jahre später. Helen Westcott starb 1998 im Alter von 70 Jahren an Krebs.

## Filmografie (Auswahl)
- 1934: Thunder Over Texas
- 1935: Ein Sommernachtstraum (A Midsummer Night's Dream)
- 1948: Die Liebesabenteuer des Don Juan (Adventures of Don Juan)
- 1949: Venus am Strand (The Girl from Jones Beach)
- 1949: Dancing in the Dark
- 1949: Blondes Gift (Flaxy Martin)
- 1949: Ein Fall für Detektiv Landers (Homicide)
- 1949: Mr. Belvedere kann alles besser (Mr. Belvedere Goes to College)
- 1950: Gesetzlos (Backfire)
- 1950: Der Scharfschütze (The Gunfighter)
- 1951: Vergeltung am Teufelssee (The Secret of Convict Lake)
- 1952: Hyänen der Unterwelt (Loan Shark)
- 1952: Ein Fremder ruft an (Phonecall from a Stranger)
- 1952: Mit einem Lied im Herzen (With a Song in My Heart)
- 1953: Der brennende Pfeil (The Charge at Feather River)
- 1953: Abbott und Costello gegen Dr. Jekyll und Mr. Hyde (Abbott and Costello Meet Dr. Jekyll and Mr. Hyde)
- 1953: Mit Winchester und Peitsche (Cow Country)
- 1953: Überfall in Texas (Gun Belt)
- 1958: Der Schrecken schleicht durch die Nacht (Monster on the Campus)
- 1959: Tag der Gesetzlosen (Day of the Outlaw)
- 1960: Kein Stern geht verloren (Studs Lonigan)
- 1960: Cimarron
- 1970: Ich liebe meine Frau (I love my Wife)